# 三浦綾子文学賞
三浦綾子文学賞（みうらあやこぶんがくしょう）は、日本の文学賞。

## 概要
主催は、三浦綾子記念文学館、公益財団法人三浦綾子記念文化財団。共催は、朝日新聞北海道支社、北海道新聞社、朝日新聞出版。作家の三浦綾子の代表作『氷点』の連載開始50周年を記念して、2014年に実施された1回限りの賞である。2014年1月10日から受付が開始され、6月30日に締め切られた。400字詰め原稿用紙換算で200 - 250枚の未発表の小説作品が募集された。本賞は優佳良織作品で、副賞は50万円。応募された作品は170点だった。受賞作は、2014年11月10日に発表された。受賞した河﨑秋子は、「三浦綾子は北海道で物を書く者にとって、神様のような人。賞はおそれ多いが光栄」と語っている。

## 受賞作・最終候補作
| 賞       | 受賞作                   | 著者       | 初刊      |
| -------- | ------------------------ | ---------- | --------- |
| 受賞     | 「颶風の王」             | 河﨑秋子   | 2015年8月 |
| 最終候補 | 「海萌える」             | 平井利果   |           |
| 最終候補 | 「神楽が聞こえる天の島」 | 越智みちこ |           |

## 選考委員
- 荒川洋治
- 加藤幸子
- 工藤正廣